# Фонд Ланген
Фонд Ланген (англ. Langen Foundation) — частный художественный фонд, основанный в 2002 году и посвященный коллекции произведений искусства, собранной семьёй предпринимателей Марианной и Виктором Ланген. Фонду принадлежит собственное выставочное здание, расположенное недалеко от города Нойс (земля Северный Рейн-Вестфалия) и спроектированное японским архитектором Тадао Андо на месте бывшей шахтной пусковой установки НАТО; помимо сменных экспозиций из коллекции фонда, в музее проходят временные выставки произведений современного искусства.

## История и описание

### История
Предприниматель из Дюссельдорфа Виктор Ланген (1910—1990) и Марианна Ланген, урожденная Хейманн (1911—2004) — внучка и наследница предпринимателя Иоганна Марии Хейманна — многие годы являлись одними из самых известных коллекционеров искусства и меценатов в Рейнской области. Пара начала коллекционировать искусство вскоре после окончания Второй мировой войны: они не только искали новые работы художников региона, но и путешествовали по США, где посетили музеи и частные коллекции; в Париже они изучали современные тенденциях в искусстве, а в Базеле — приобрели целую серию произведений классического модернизма. На протяжении многих лет пара рейнских коллекционеров также создала одну из самых известных коллекций японского искусства в Европе.
Первоначально Виктор и Марианна Ланген разместили свою коллекцию дома: их резиденции в Мербуше и Асконе были обставлены картинами и скульптурами, которые периодически менялись. В 1979 году они создали частный музей в Асконе, где разместили свою коллекцию японских работ. В 2002 году Марианна Ланген открыла «Фонд Ланген» (Langen Foundation), чтобы сделать свою коллекцию доступной для широкой аудитории.
В 2004 года коллекция Ланген разместилась в специально построенном здании «Kunst- und Ausstellungshaus», расположенном в Нойсе. Хотя выставочный центр и находится всего в нескольких минутах ходьбы от муниципального фонда «Stiftung Insel Hombroich», он не зависит от него ни организационно, ни программно. С 2010 года Кристиана Мария Шнайдер (Christiane Maria Schneider) является художественным руководителем фонда семьи Ланген. В апреле 2014 года было объявлено, что наследники Виктора и Марианны Ланген продадут ряд работ, которые были переданы в долгосрочную аренду фонду — художественный критик Frankfurter Allgemeine Zeitung Андреас Россманн видел в подобной продаже опасность для коллекции, поскольку в результате в ней могли «остаться только работы второго и третьего уровня» значимости.

### Здание
Новый комплекс зданий был построен по проекту японского архитектора Тадао Андо; музей открылся в сентябре 2004 года. Как и во многих других своих зданиях, лауреата Притцкеровской премии Андо сохранил видимой гладкую структуру бетона. Само здание — построенное из бетона, стекла и стали — «прячется» за зелеными насаждениями и земляными преградами; он плохо различимо на расстоянии, а иногда и буквально «закопано» под землю. Музейный комплекс построен на месте бывшей шахтной пусковой установки войск НАТО.
Выставочное здание состоит из двух архитектурно отличающихся, но взаимосвязанных крыльев — они имеет общую выставочную площадь в 1300 м². Так называемая «Японская комната» (Japanraum) расположена на уровне земли — это необычно длинная и узкая галерея, спроектированная Андо как «Комната тишины» (Raum der Stille) специально для японской части коллекции. Для «современной» части коллекции (коллекции произведений современного искусства) в здании отведены два выставочных зала высотой в восемь метров, находящиеся под землёй. Для временных выставок используются все имеющиеся помещения. Здание было построено на средства самой Мариан Ланген без какой-либо поддержки со стороны муниципальных, земельных или федеральных властей Германии; по окончании проекта она, успевшая увидеть результат, заявила, что для нее музей стал «величайшим произведением искусства, которое я когда-либо приобретала».

### Коллекция
Коллекция включает в себя раздел «Живопись XX века» (Malerei des 20. Jahrhunderts), который состоит из трёх сотен произведений; акцент в разделе сделан на классический модернизм и абстрактное искусство послевоенного периода — в то же время, он охватывает обширные области из истории искусства прошлого века. В нём представлены работы Джорджа Брака, Поля Сезанна, Сальвадора Дали, Роберта Делоне, Макса Эрнста, Пауля Клее, Ласло Мохоли-Надя, Пита Мондриана, Пабло Пикассо и Курта Швиттерса. Помимо художников из арт-союза «Голубой всадник» — Василия Кандинского, Августа Макке и Франца Марка — еще одним направлением коллекции является русский авангард: работы Александра Родченко и Варвары Степановой. Раздел также включает в себя многочисленные произведения Парижской школы, в том числе и работы Жана Рене Базена, Альфреда Манесье, Гюстава Сингье, Пьера Сулагеса и Николя де Сталь. Кроме того, Виктор и Марианна Ланген собрали наиболее полную в Европе коллекцию произведений Жана Дюбуффе.
Коллекция «Японское искусство» (Japanische Kunst) состоит из пяти сотен произведений, созданных в Японии в период с XII по XX век. Коллекция включает в себя не только предметы религиозного искусство, но также и керамические изделия. Более сотни буддийских скульптур из Индии, Камбоджи и Таиланда — а также и более 130 предметов доколумбового искусства Америки — дополняют «внеевропейский» раздел. В музее также представлены небольшие группы предметов китайского, корейского, египетского, древнегреческого и древне-персидского искусства.